# Vitalij Potapenko
Vitalij Mykolajovyč Potapenko (in ucraino Віталій Миколайович Потапенко?; Kiev, 21 marzo 1975) è un ex cestista e allenatore di pallacanestro ucraino.

## Carriera
È stato selezionato dai Cleveland Cavaliers al primo giro del Draft NBA 1996 (12ª scelta assoluta).
Dal 1996 al 2007 ha militato nella NBA, vestendo le divise di Cleveland Cavaliers, Boston Celtics, Seattle SuperSonics e Sacramento Kings. Nella stagione 2007-08 ha giocato nella Liga ACB spagnola, con l'Estudiantes Madrid.

## Statistiche

### College
| Anno      | Squadra            | PG | PT | MP   | TC%  | 3P%  | TL%  | RP  | AP  | PRP | SP  | PP   |
| --------- | ------------------ | -- | -- | ---- | ---- | ---- | ---- | --- | --- | --- | --- | ---- |
| 1994-1995 | Wright St. Raiders | 30 | 30 | 30,0 | 60,2 | -    | 73,3 | 6,4 | 1,4 | 0,6 | 1,3 | 19,2 |
| 1995-1996 | Wright St. Raiders | 26 | -  | 31,0 | 60,4 | 16,7 | 71,6 | 7,4 | 1,4 | 0,4 | 0,7 | 20,7 |
| Carriera  | Carriera           | 56 | 30 | 30,5 | 60,3 | 16,7 | 72,5 | 6,9 | 1,4 | 0,5 | 1,0 | 19,9 |

### NBA

#### Regular Season
| Anno      | Squadra             | PG  | PT  | MP   | TC%  | 3P%  | TL%  | RP  | AP  | PRP | SP  | PP   |
| --------- | ------------------- | --- | --- | ---- | ---- | ---- | ---- | --- | --- | --- | --- | ---- |
| 1996-1997 | Cleveland Cavaliers | 80  | 3   | 15,5 | 44,0 | 50,0 | 73,6 | 2,7 | 0,5 | 0,3 | 0,4 | 5,8  |
| 1997-1998 | Cleveland Cavaliers | 80  | 0   | 17,7 | 48,0 | 0,0  | 70,8 | 3,9 | 0,7 | 0,3 | 0,4 | 7,1  |
| 1998-1999 | Cleveland Cavaliers | 17  | 12  | 27,5 | 43,7 | 0,0  | 67,3 | 5,5 | 0,9 | 0,6 | 0,9 | 8,4  |
| 1998-1999 | Boston Celtics      | 33  | 32  | 28,1 | 52,1 | -    | 54,7 | 7,2 | 1,8 | 0,7 | 0,6 | 10,8 |
| 1999-2000 | Boston Celtics      | 79  | 72  | 22,7 | 49,9 | 0,0  | 68,1 | 6,3 | 1,0 | 0,5 | 0,4 | 9,2  |
| 2000-2001 | Boston Celtics      | 82  | 7   | 23,2 | 47,6 | -    | 72,8 | 6,0 | 0,8 | 0,6 | 0,3 | 7,5  |
| 2001-2002 | Boston Celtics      | 79  | 9   | 17,0 | 45,5 | -    | 74,2 | 4,4 | 0,4 | 0,5 | 0,2 | 4,6  |
| 2002-2003 | Seattle S.Sonics    | 26  | 2   | 15,5 | 44,1 | -    | 75,9 | 3,4 | 0,2 | 0,3 | 0,3 | 4,0  |
| 2003-2004 | Seattle S.Sonics    | 65  | 39  | 21,8 | 48,9 | -    | 64,1 | 4,4 | 0,8 | 0,3 | 0,4 | 7,1  |
| 2004-2005 | Seattle S.Sonics    | 33  | 1   | 10,2 | 51,7 | 0,0  | 87,1 | 2,4 | 0,3 | 0,2 | 0,1 | 3,5  |
| 2005-2006 | Seattle S.Sonics    | 24  | 12  | 13,4 | 50,0 | -    | 58,8 | 2,6 | 0,3 | 0,1 | 0,1 | 3,1  |
| 2005-2006 | Sacramento Kings    | 9   | 0   | 3,6  | 71,4 | -    | -    | 0,2 | 0,2 | 0,0 | 0,0 | 1,1  |
| 2006-2007 | Sacramento Kings    | 3   | 0   | 4,3  | 0,0  | -    | -    | 0,7 | 0,0 | 0,0 | 0,0 | 0,0  |
| Carriera  | Carriera            | 610 | 189 | 19,0 | 47,9 | 16,7 | 69,4 | 4,5 | 0,7 | 0,4 | 0,3 | 6,5  |

#### Playoffs
| Anno     | Squadra             | PG | PT | MP   | TC%  | 3P% | TL%  | RP  | AP  | PRP | SP  | PP  |
| -------- | ------------------- | -- | -- | ---- | ---- | --- | ---- | --- | --- | --- | --- | --- |
| 1998     | Cleveland Cavaliers | 4  | 0  | 17,5 | 40,0 | -   | 50,0 | 2,8 | 0,8 | 0,5 | 0,0 | 4,3 |
| 2005     | Seattle S.Sonics    | 5  | 0  | 7,4  | 50,0 | -   | -    | 1,4 | 0,0 | 0,0 | 0,0 | 2,0 |
| 2006     | Sacramento Kings    | 4  | 0  | 2,3  | 50,0 | -   | -    | 0,3 | 0,0 | 0,3 | 0,0 | 1,0 |
| Carriera | Carriera            | 13 | 0  | 8,9  | 44,8 | -   | 50,0 | 1,5 | 0,2 | 0,2 | 0,0 | 2,4 |